# Schweizer-Reneke
Schweizer-Reneke ist eine Stadt in der südafrikanischen Provinz Nordwest (North West). Sie ist Verwaltungssitz der Gemeinde Mamusa im Distrikt Dr Ruth Segomotsi Mompati.

## Geographie
2011 hatte Schweizer-Reneke 41.226 Einwohner, die meisten von ihnen im westlich gelegenen Township Ipegeleng.
Nördlich der Stadt liegt der Wentzel Dam, eine Talsperre des Harts River, der die Innenstadt im Osten bogenförmig umfließt.

## Geschichte
Schweizer-Reneke wurde 1888 gegründet. Den Namen erhielt sie nach den Militärs C. A. Schweizer und C. N. Reneke, die 1885 beim Sturm auf den nahegelegenen Sitz des Koranna-Anführers David Massouw neben acht anderen Angreifern ums Leben kamen.

## Wirtschaft und Verkehr
Um Schweizer-Reneke werden vor allem Mais, Sorghum, Erdnüsse und Sonnenblumen angebaut. Die Rinder- und Schafzucht spielt ebenfalls eine wichtige Rolle. Im kleinen Rahmen werden Diamanten abgebaut.
Schweizer-Reneke liegt an der Straße R34, die Vryburg im Nordosten und Bloemhof im Südosten verbindet. Ferner liegt die Stadt an der R504, die von Pudimoe im Westen über Schweizer-Reneke nach Wolmaransstad im Osten führt, sowie der R506, die Delareyville im Norden mit Christiana im Südwesten verbindet.
Schweizer-Reneke hat einen Bahnhof an der Strecke Coligny–Pudimoe, die im Güterverkehr bedient wird. Der Schweizer-Reneke Airport (ICAO-Code FASG) liegt nordwestlich der Stadt und wird nicht im Linienverkehr angeflogen.

## Persönlichkeiten
- Irma Stern (1894–1966), Malerin, geboren in Schweizer-Reneke
- Elisabeth Eybers (1915–2007), Schriftstellerin, aufgewachsen in Schweizer-Reneke
- Ahmed Kathrada (1929–2017), Anti-Apartheid-Kämpfer und Politiker, geboren in Schweizer-Reneke